# Ann De Greef (activiste)
Ann De Greef (Leuven, 1967) is de directeur van Global Action in the Interest of Animals (GAIA), de invloedrijkste en de meeste bekende dierenrechtenorganisatie in België. Dierenrechtenorganisatie GAIA organiseert campagnes tegen georganiseerde dierenmishandeling en menselijke praktijken die dieren op grote schaal doen lijden. De missie van GAIA is de maatschappij hervormen naar een maatschappij met steeds minder dierenleed, steeds meer respect voor het welzijn, de waardigheid en de rechten van dieren.  
De Greef studeerde toerisme en behaalde haar diploma in 1987 en was even aan de slag in een reisbureau.
In 1992 stichtte ze samen met Michel Vandenbosch de dierenrechtenorganisatie GAIA en ze is er sindsdien directeur van. Daarnaast is ze voorzitter van Cruelty Free Europe, een in 2019 opgerichte coalitie die streeft naar het beëindigen van dierproeven in Europa. 
De Greef is gespecialiseerd in het voeren van campagnes tegen georganiseerd dierenleed en in lobbywerk voor meer respect voor dieren en dat op lokaal, regionaal, nationaal en internationaal niveau. 
Naast haar werk bij GAIA is De Greef ook bestuurslid van Eurogroup for Animals, lid van de Waalse en Vlaamse Raad voor Dierenwelzijn en plaatsvervangend lid van de Brusselse Raad voor Dierenwelzijn. 
Tot de grootste overwinningen van GAIA worden het Vlaams en Waals verbod op onverdoofd slachten (2017) gerekend, de verplichte sterilisatie van katten in heel België (Vlaanderen en Wallonië 2017, Brussel 2018) , het verbod op straatpaardenkoersen (1995) en het Europees verbod van de handel in zeehondenproducten (2009). 